# Плава шојка
Плава шојка (лат. Cyanocitta cristata) — је птица певачица из породице врана (Corvidae). Плава шојка насељава просторе Северне Америке.
Карактеристична јој је изразито плава боја на леђима, која прекрива више од половине њеног тела. Храни се бобицама, семењем и инсектима, али и јајима из гнезда других птица.  

## Карактеристике
Плава шојка достиже дужину од 22 до 30 см, а има распон крила од 34 до 43 см. Тежина шојке се креће од 70 до 100 грама. Главна карактеристика јој је изразито плава боја на леђима, кратка црна креста, црна огрлица, затим плава и црно бела шара на крилима и црно бели пругасти реп.

## Понашање
Плава шојка живи у паровима или у малим породичним круговима. Када лете могу да формирају и јато. Шојка зна да комбинује различите звукове, да пева, а такође може да имитира гласове других птица, укључујући и птице грабљивице. На овај начин упозоравају остале птице из околине о опасности и смањују опасност од напада грабљивица на станиште.

## Исхрана
Да би пронашла храну шојка кљуца земљу где тражи семење, бобице, инсекте или друге мање животиње. Она за зиму оставља храну у шупљинама дрвећа или оставља у земљи. Овиме даје значајан допринос ширењу жбуња и дрвећа. Шојка се сматра разоратељицом гнезда, пошто у пролеће једу јаја из гнезда других птица.

## Размножавање
Плава шојка води моногамни живот пошто остају верни свом партнеру за живота. О гнезду се брину оба родитеља и граде га на дрвећу или у жбуњу и праве га од прућа, траве и стабљике. На јајима за време инкубације лежу само женке. Инкубације траје 17 дана и у гнезду се обично налази 3 до 6 јаја. Двадесет дана после рођења млади почињу да лете.

## Распрострањеност
Плава шојка живи у Северној Америци и то од истока Сједињених Држава и јужног дела Канаде па све до Мексичког залива. Популаран назив шојке у Америци је Blue Jay.

## Подврсте
Постоје четири подврсте плаве шојке:
- – северна плава шојка

Живи у Канади и у северним деловима Сједињених Држава. Она је највећи примерак подврсте и има светло плаво перје.
- – обалска плава шојка

Живи у источним деловима Сједињених Држава од Северне Каролине до Тексаса. Средње је величине и боја перја јој је јарко плава.
- – плава шојка унутрашњости

Живи у унутрашњости САД а на северном делу Америке дели животни простор са северном плавом шојком C. c. bromia. Средње је величине, на леђима има карактеристичну тамноплаву боју, а на прсима перје је беле боје.
- – флоридска плава шојка

Живи на југу Флориде и најмања је подврста. По боји је најсличнија свом северном рођаку из Канаде C. c. bromia.

### Галерија
Слике четири подврсте:
- Cyanocitta cristata cristata
- C. c. bromia
- C. c. cyanotephra
- C. c. semplei